# John Lydgate

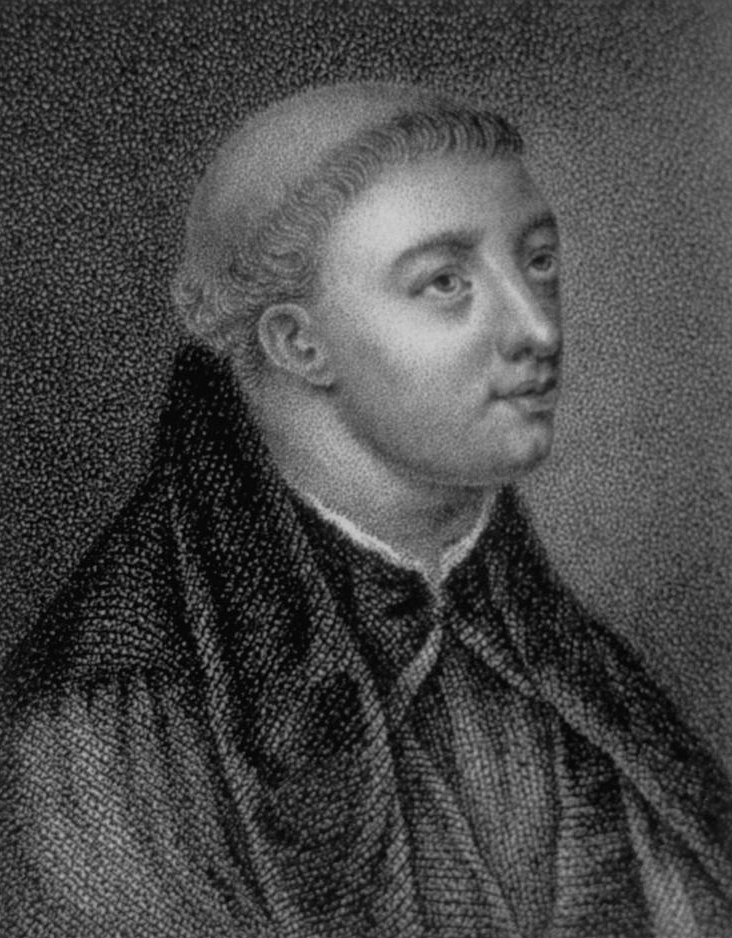
John Lydgate.

John Lydgate (cerca 1370-1451), monje y poeta inglés, nacido en Lidgate, Suffolk, Inglaterra, y muerto en Bury St Edmunds, Suffolk.

## Vida
Entró a los quince años en el monasterio benedictino de Bury St Edmunds a los quince años y se hizo monje tres años más tarde. 
Al tener ambiciones literarias (admiraba a Geoffrey Chaucer, siendo amigo de su hijo, Thomas) buscó y obtuvo el patrocinio para sus obras en la corte de los reyes Enrique IV, Enrique V y Enrique VI. Además, consiguió el mecenazgo del alcalde y miembros de la corporación municipal de Londres, del capítulo de la Catedral de San Pablo y de Ricardo de Beauchamp (1382-1439), decimotercero Conde de Warwick. Su mayor apoyo fue, desde 1422 Humberto de Gloucester (1390-1447), quinto hijo del rey Enrique IV. 
En 1423 John Lydgate fue nombrado prior de Hatfield Broad Oak, Essex pero pronto renunció al cargo para concentrarse en sus viajes y sus escritos. En sus últimos años vivió y probablemente murió en el monasterio de Bury St Edmunds.

## Obra
Fue un escritor prolífico de poemas, alegorías, fábulas y romances, si bien sus obras más famosas fueron sus largos y célebres poemas narrativos Troy book ("El libro de Troya ", comenzado en 1412), Siege of Thebes ("El asedio de Tebas", de 1422) y la Fall of Princes ("La caída de los príncipes"). Los dos primeros son ciclos legendarios inspirados en los clásicos, que se proponen encontrar los males sociales y corporales en las guerras de facciones y en la ambición personal; el último es una colección de ejemplos didácticos para poner en guardia frente a los avatares de la Fortuna. Otras obras: The Life of Our Lady (Vida de Nuestra Señora), The Dance of Death (Danza de la Muerte) y The Temple of Glass (El templo de Cristal).
Fue apreciado por sus contemporáneos, probablemente por su elocuencia y por el estilo rebuscado, pero con el tiempo su obra ha sido vista como un paso atrás respecto a las innovaciones de Chaucer, a quien pretendía imitar. Respecto al maestro, Lydgate tiene un horizonte intelectual más estrecho, poco realismo y un uso equivocado del didactismo. Se le reconoce sobre todo por haber hecho accesible al inglés muchos relatos y romances clásicos.
Se le atribuyó el London Lickpenny, una obra satírica bastante conocida, pero su autoría es muy discutida.

## Curiosidad
El Oxford English Dictionary encuentra en Lydgate el primer registro de la voz talent (talento) en el sentido de una habilidad natural para algo. 